# Siamesisk tigerfisk
Siamesisk tigerfisk (Datnioides microlepis) är en fiskart som beskrevs av Bleeker, 1853. Siamesisk tigerfisk ingår i släktet Datnioides och familjen Datnioididae. Inga underarter finns listade i Catalogue of Life.